# Обреновачки вашар
Обреновачки вашар је традиционална манифестација која у календару вашара у Србији, заузима два места - Петровдан (12. јул) и Крстовдан (27. септембар). 

## О вашару
Вашар у Обреновцу има дугу историју и тековине новог доба га кроз време нису много измениле. И даље му се људи радују, окупљају се и утапају у вртлог тржнице, празника јела и пића, игра, атракција и параде. На вашару се траже заборављене посластице, купује шећерна вуна и лицидерска срца, једе се прасетина и јагњетина свеже испечена испод шатора, а најмлађи и љубитељи адреналине уживају у разним вожњама.